# NGC 4869
NGC 4869 é uma galáxia elíptica (E3) localizada na direcção da constelação de Coma Berenices. Possui uma declinação de +27° 54' 41" e uma ascensão recta de 12 horas, 59 minutos e 23,5 segundos.
A galáxia NGC 4869 foi descoberta em 11 de Abril de 1785 por William Herschel.